# Коле деј Чери (Терамо)
Коле деј Чери (итал. Colle dei Cerri) је насеље у Италији у округу Терамо, региону Абруцо.
Према процени из 2011. у насељу је живело 9 становника. Насеље се налази на надморској висини од 644 м.